# 오리걸음

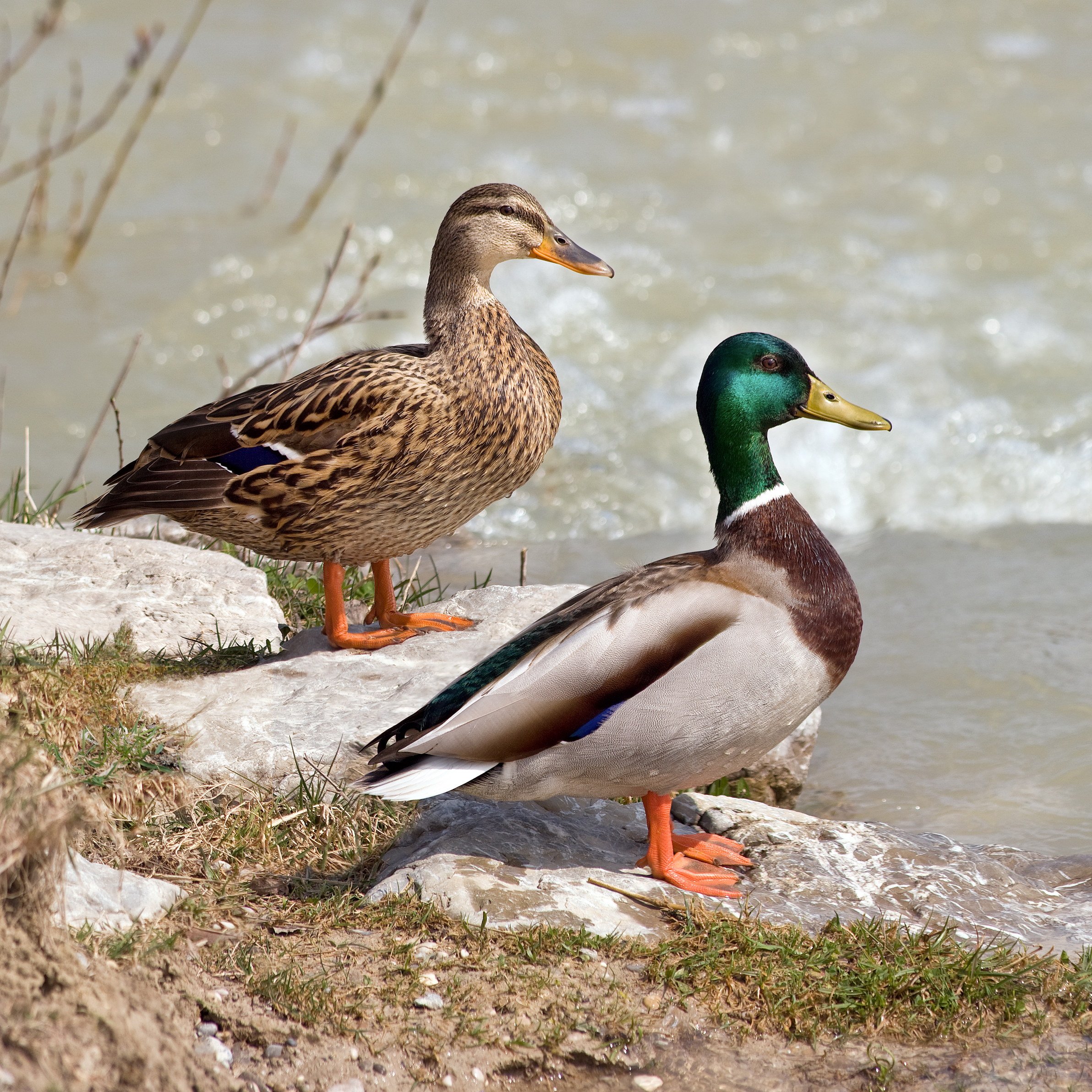
오리걸음의 유래인 오리

오리걸음은 체벌의 한 종류로 쭈그려 앉은 자세에서 양손으로 귀를 잡고 완전히 일어서지 않으면서 전진하는 것이다. 여러 명일 경우 자신의 귀를 잡는 대신 옆 사람과 어깨걸이를 한 상태에서 하는 경우도 있다. 옛날에 학교 및 군대에서 실시한 가혹행위의 일종이다. 도구를 이용하지 않아 간접체벌로 볼 수 있다.

## 설명
오리걸음은 운동선수들의 기초체력 향상용도 등 체력단련의 목적으로 행해져 왔으나, 체벌 또는 가혹행위의 목적으로 쓰이기도 했다. 제5공화국 시기 설치되었던 삼청교육대에서 가혹행위로 오리걸음을 이용했다는 증언이 있었다. 대한민국의 프로야구 선수 이대호는 2002년 당시 롯데 자이언츠 감독인 백인천의 지시로 오리걸음을 걷다가 무릎 부상을 당해 지속적인 치료를 받아야 했다.
대한민국의 교육기관에서는 학생에 대한 체벌용도로 사용되어 왔는데, 이를 어려서부터 통제에 길들여지고 권위에 대해 복종하는 인간으로 만드는 도구라는 비판이 있었다. 2007년에는 이 기합을 받던 중학생이 급사한 사건도 있었다.